# Lapaha
Lapaha es la capital del distrito de Lapaha, en la isla de Tongatapu, Tonga. Tiene una población de 2.004 habitantes en 2021.